# 美洲有袋類
美洲有袋類，即美洲有袋超目（学名：Ameridelphia），几乎所有生活在美洲的有袋類都属于这总目，只有微兽目除外。
現時仍未確定美洲有袋類究竟是否單系群，即牠們是否都有同一個祖先。其下的鼩負鼠目與澳洲有袋類較負鼠目更為接近。
美洲有袋類與其他有袋類的分野是基於分子生物學的數據，而牠們的長吻亦是其特徵。另外，由於只有美洲有袋類的精子會組合成一對，故此亦有爭議牠們是否屬於有袋類。
美洲有袋類的齒列是門齒5/5、犬齒1/1、前臼齒3/3及臼齒4/4，可見牠們的上下顎有相同的齒列。

## 分佈及棲息地
美洲有袋類只分佈在美洲中，差不多所有都是在中美洲及南美洲，當中只有北美負鼠在北美洲定居。牠們的棲息地很多樣化，由潮濕草原的熱帶森林至乾旱地區也有牠們的蹤影。有些物種生活在高達海拔3000米，也有些物種生活在海平面。

## 趨同演化
美洲有袋類下的鼩負鼠目發展出與老鼠相似的生態位。除了哺乳動物中的食蟲目外，牠們的一些物種與勞亞獸總目都有相似的形態。另外其下已滅絕的袋劍虎屬亦是肉食性動物的趨同演化例子。

## 歷史
美洲有袋類與其近親的澳洲有袋類於1億2800萬年前至6170萬年前之間被分隔，相信牠們約在7500萬年前的下白堊紀開始分成兩個分支。
南美洲約於3500萬年前與南極洲分離，所有生活在南極洲的有袋類因寒冷的天氣而消失。而在南美洲的有袋類亦因巴拿馬地峽的形成而進入北美洲，与来自北美且拥有相同生態位的胎盘类发生竞争，大多数有袋类在竞争中不及现今的胎盘类而消失，當中只有北美負鼠生存至今。

## 分類
美洲有袋類其下有兩個目，共有約90個物種及22個屬：
- 負鼠目：包括生活在北美洲的北美負鼠約有80個物種。牠們有真正的袋供幼獸成長。牠們的重量可達5公斤。
- 鼩負鼠目：共下有5類。牠們沒有真正的袋，而只是皮膚上的褶層。牠們只有幾厘米長，以昆蟲及其他細小的齧齒目為食物。